# Seznam osebnosti iz Občine Borovnica

## Duhovniki
- Anton Sirk, vikar v Borovnici 1758–1771
- Primož Triller, vikar v Borovnici 1772–1782
- Andrej Modrijan, vikar v Borovnici 1782–1804
- Lovrenc Košir, vikar v Borovnici 1804–1810
- Andrej Modrijan, vikar v Borovnici 1782–1804
- Jakob Prešeren, vikar v Borovnici 1811–1826, stric Franceta Prešerna (1777–1837)
- Mihael Mladič, vikar v Borovnici 1827
- Ignacij Avsec, vikar v Borovnici 1828–1832
- Jožef Rozman, vikar v Borovnici 1833–1842
- Janez Skubic, vikar v Borovnici 1843–1862
- Luka Dolenc, kaplan v Borovnici, naročnik Kmetijskih in rokodelskih novic v letu 1843
- Simon Robič, duhovnik, naravoslovec, botanik, entomolog, malakolog (v jarku med Borovnico in Ohonico je našel kranjsko školjko z biserom, geolog (pregledal je brezna okoli Borovnice), 1862 pride v Borovnico za kaplana, napisal je Krajepis borovniške okolice v prirodoslovnem oziru (Matica slovenska) (1824, Kranjska Gora – 1897, Šenturška Gora)
- Anton Jugovic, duhovnik, sadjar, čebelar, župnik v Borovnici 1862–1882 (1806, Stara Loka – 1882, Borovnica)
- Anton Vadnal, pisatelj, duhovnik (1876, Borovnica – 1935, Šentožbolt)
- Janez Oblak, duhovnik, župnik v Borovnici 1882–1898 (?, Stara Loka – 1882, Borovnica)
- Gustav Šifrer, duhovnik, župnik v Borovnici 1898–1907
- Jože Juvanec, duhovnik, župnik v Borovnici 1907–1913
- Valentin Kajdiž, duhovnik, župnik v Borovnici 1913–1918
- Ivan Štrajhar, duhovnik, župnik v Borovnici 1918–1933
- Ciril Jerina, duhovnik, župnik v Borovnici 1934–1964
- Mihael Žužek, jezuit, župnik v Borovnici 1964 in 1976-1984
- Janko Koncilja, jezuit, župnik v Borovnici 1964–1975
- Edmund Böhm, jezuit, župnik v Borovnici 1976
- Jože Stržaj, duhovnik, župnik v Borovnici 1984–1994
- Janez Šilar, duhovnik, župnik v Borovnici 1994 –

## Glasbeniki, skladatelji
- Ivan Kiferle, citrar, glasbenik, učitelj (1856, Borovnica – 1943, Ljubljana)
- Anton Janežič, novinar, urednik, zborovodja, organist (1946, Ljubljana – 2003, Borovnica)

## Jezikoslovci
- Fran Ramovš, jezikoslovec, otroštvo preživlja v Borovnici, obiskuje ljudsko šolo (1890, Ljubljana – 1952, Ljubljana)
- Stane Suhadolnik, leksikograf, bibliograf (1919, Borovnica – 1992, Ljubljana)
- Käthe Grah, jezikoslovka, germanistka, zgodovinarka (1936, Berlin), živi v Zabočevem

## Literati
- Anton Majaron, pripovednik (1876, Borovnica – 1898, Borovnica)
- Jože Kranjc, pripovednik, dramatik, profesor, prevajalec, partizan (1904, Borovnica – 1966, Ljubljana)
- Marja Boršnik, literarna zgodovinarka, profesorica (1906, Borovnica – 1982, Mljet)
- Mirko Zupančič, dramatik, literarni zgodovinar, gledališki igralec, gledališki kritik, pesnik, profesor (1925, Borovnica – 2014, ?)
- Drago Grah, pisatelj, prevajalec, novinar, profesor, nekaj let je preživel v Zabočevem blizu Borovnice (1937, Sveti Jurij v Prekmurju – 1980, Ljubljana)
- Berta Bojetu Boeta, pesnica, pisateljica, igralka (1946, Maribor – 1997, Ljubljana)

## Novinarji, televizijci, igralci
- Boštjan Videmšek, novinar
- Ksenija Horvat, novinarka in televizijska voditeljica
- Ivo Milovanović, športni novinar in reporter (1952, Borovnica – )
- Alojz Svete, igralec (1963, Ljubljana – )

## Pravniki, politiki
- Danilo Majaron, pravnik, politik, kulturni delavec (1859, Borovnica – 1931, Bled)
- Anton Švigelj, pravnik, alpinist, glasbeni organizator (1868, Borovnica – 1954, Ljubljana)
- Ljudevit Perič, politik, župan (1884, Borovnica – 1926, Borovnica)
- Joseph Zalar, društveni delavec (1879, Borovnica – 1959, Illinois)
- Drago Zalar, pravnik, diplomat, gospodarstvenik (1909, Borovnica – 2000, New York)
- Ivan Korošec, pravnik, pesnik (1913, Prestranek – 1942, Borovnica)
- Ludvik Kolman, stotnik, domobranec (1905, Vrh pri Sv. Vidu, Planina pri Sevnici – 1992, ZDA)
- Stane Kavčič, politik, partizan, pred drugo svetovno vojno je živel na Dolu pri Borovnici in delal na lesni žagi (1919, Ljubljana – 1987, Ljubljana)
- Maja Makovec Brenčič, političarka, ekonomistka, ministrica za izobraževanje, znanost in šport (1969, Borovnica –)

## Učitelji, profesorji, ravnatelji
- Leopold Belar, nadučitelj na enorazrednici (1828, Idrija – 1899, Ljubljana)
- Andrej Štancer, nadučitelj na enorazrednici v letih 1855–1875
- Franc Papler, nadučitelj na eno-, dvo- in trirazrednici, sadjar – vzgojil je posebno sorto jabolk, križano med štajerskim bobovcem in zlato parmeno, organist, pesnik (1842, Podnart – 1911, Borovnica)
- Janko Žirovnik, nadučitelj na štiri- in petrazrednici, zbiralec ljudskih pesmi, sadjar – njegov šolski vrt v Borovnici je bil med prvimi, glasbenik – uglasbil je pesem Stoji učilna zidana (1855, Kranj – 1946, Bohinj)
- Avgust (Anton) Pirc, nadučitelj na tri- in štirirazrednici (1859, Škofja Loka – 1923, Bohinj)
- Josip Verbič, čebelar, učitelj (1869, Borovnica – 1948, Ljubljana)
- Fortunat Lampret, nadučitelj na pet- in šestrazrednici, 1924 je prevzel vodenje borovniške šole
- Anton Pristav, nadučitelj na šestrazrednici v letih 1932–1936
- Anton Miklavič, nadučitelj na šestrazrednici (1899, Kobarid – 1942, ustreljen v Gramozni jami, Ljubljana)
- Ljudevit Tavčar, nadučitelj na šest- in sedemrazrednici v letih 1936–1940, politik (1899–1957)
- Roza Debevec, učiteljica in upraviteljica borovniške šole v letih 1950–1956, zaorala je ledino za otroški vrtec v Borovnici
- Helena Košuta, učiteljica in upraviteljica borovniške šole v letih 1941/1942, 1945–1965, po njenih zaslugah je bila šola med prvimi, ki je uvedla podaljšano bivanje, pobudnica bralne značke
- Stane Novačan, nadučitelj na nižji gimnaziji (1950–1956) in osemletni šoli (1965–1982), zborovodja, čebelar, politik (1921, Borovnica – 2016, Borovnica)
- Jože Hladnik, športni pedagog, atletski funkcionar (1929, Borovnica – 2015, Kranj)
- Ferdinand Petelin, ravnatelj na osemletni šoli v letih 1982–1990
- Daniela Hanžel, ravnateljica na osemletni šoli v letih 1990–2002
- Nataša Lipovšek - Hrga, ravnateljica na osemletni in devetletni šoli v letih 2002–2012
- Daniel Horvat, ravnatelj na devetletni šoli od leta 2012
- Drago Lebez, biokemik, zaslužni profesor UL (1922, Borovnica – 2015, Borovnica)

## Župani in častni občani
- Jože Petrovčič, zdravnik, zaslužen za organizacijo regijske zdravstvene službe  (1921, Borovnica – 2002, Borovnica)
- Andrej Ocepek, župan Občine Borovnica v letih 1995–1998, 2006–2010, 2010–2014
- Alojz Močnik, župan Občine Borovnica v letih 1998–2002, 2002–2006
- Bojan Čebela, župan Občine Borovnica od leta 2014